# Typhlomangelia adenica
Typhlomangelia adenica é uma espécie de gastrópode do gênero Typhlomangelia, pertencente a família Borsoniidae.